# Medal „Niezłomnym w słowie”
Medal „Niezłomnym w Słowie” – wyróżnienie nadawane osobom, które w latach 80. XX wieku, ryzykując represje i uwięzienie, działały na rzecz wolności słowa w Polsce. Osoby te pełniły, z narażeniem własnej wolności i zdrowia, funkcje wydawców, organizatorów druku, drukarzy  i kolporterów wydawnictw, działających na rzecz przełamania ówczesnego monopolu informacyjno-kulturowo-edukacyjnego w okresie PRL. Ich działalność, w świetle obowiązujących wtedy przepisów prawnych, była nielegalna. Osoby te rozpracowywała i represjonowała Służba Bezpieczeństwa oraz inne służby specjalne i milicyjne PRL.

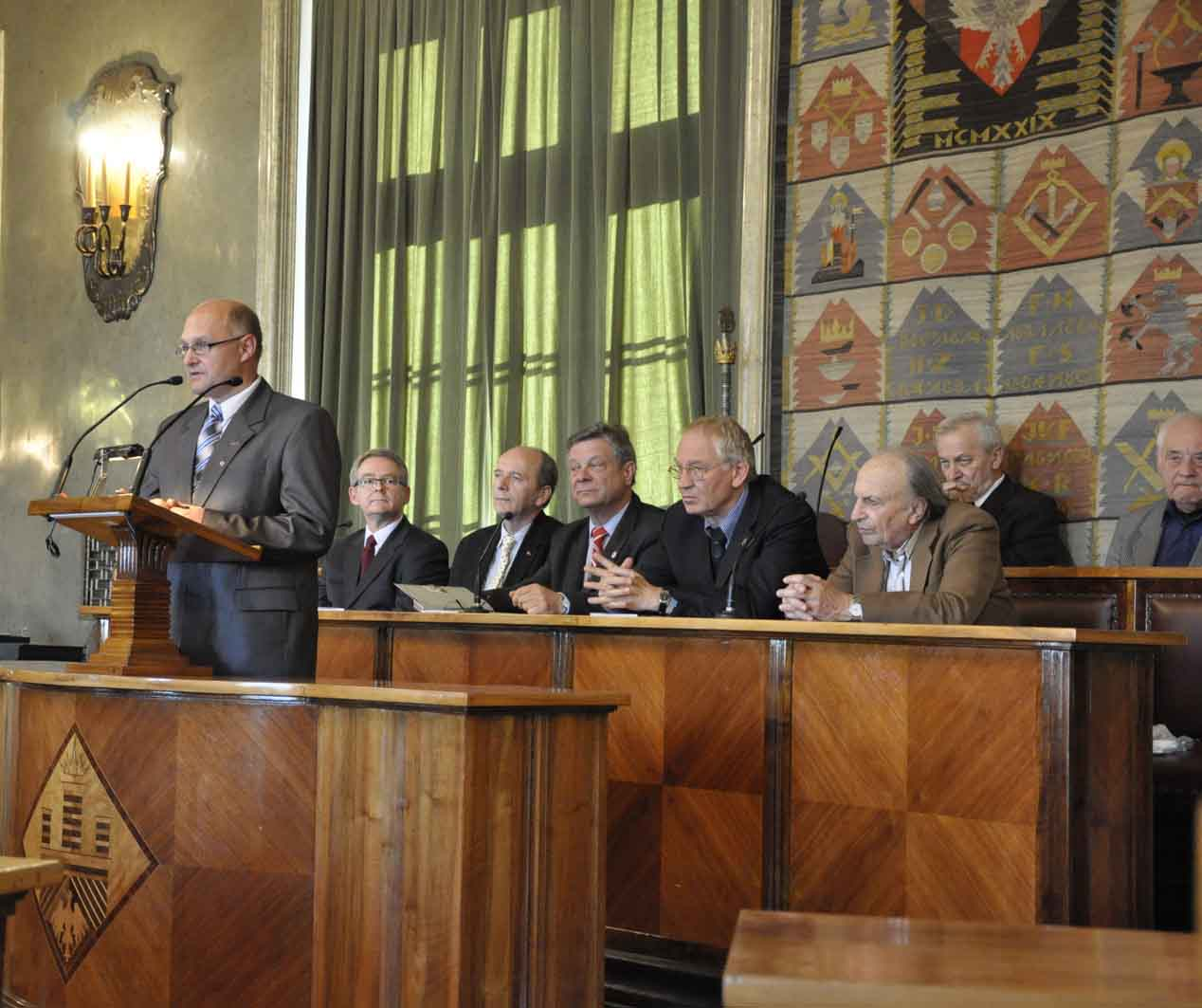
Kapituła Medalu. Od lewej: Grzegorz Surdy, Krzysztof Budziakowski, Krzysztof Bzdyl, Wojciech Marchewczyk, Leszek Długosz, Leszek Elektorowicz, Mieczysław Gil, Adam Macedoński

## Zasady nadawania
Medal jest nadawany przez Kapitułę wraz z Dyplomem Medalu. Działalność Kapituły medalu obejmuje obręb Małopolski. Prawo składania wniosków do Kapituły o nadanie medalu mają: przedstawiciele NSZZ „Solidarność”, przedstawiciele organizacji antykomunistycznych, szefowie krakowskich wydawnictw podziemnych z lat 80. XX w., przedstawiciele Stowarzyszenia NZS 1980, pracownicy Instytutu Pamięci Narodowej oraz innych instytutów historycznych. Medalem nie może być wyróżniona osoba, która była współpracownikiem służb specjalnych PRL.
W skład Kapituły Medalu „Niezłomnym w Słowie” wchodzą: Krzysztof Budziakowski, Krzysztof Bzdyl, prof. Zbigniew Chłap, Leszek Długosz, Leszek Elektorowicz, prof. Tomasz Gąsowski, Mieczysław Gil (Kanclerz Kapituły), Stanisław Handzlik, ks. Tadeusz Isakowicz-Zaleski, Marek Lasota, Adam Macedoński, Wojciech Marchewczyk, Bogusław Sonik i Grzegorz Surdy (Sekretarz Kapituły).
| Lista odznaczonych 22.09.2010 | Lista odznaczonych 17.02.2011 | Lista odznaczonych 11.12.2011 |
| --- | --- | --- |
| Kraków: 1. Tomasz Baranek 2. Ryszard Bocian 3. Jakub Bodziony 4. Grzegorz Ciepły 5. Janusz Cieślik 6. Fryderyk Czerwiński 7. Andrzej Długosz 8. Artur Dmochowski 9. Marek Domagała 10. Jacek Drosio 11. Marian Dubiel 12. Krzysztof Durek 13. Grzegorz Fimowicz 14. Wojciech Frazik 15. Jan Gębski 16. Una Gurawska-Mach 17. Krzysztof Gurba 18. Grzegorz Hajdarowicz 19. Jacek Hamela 20. Leszek Jaranowski 21. Artur Jarosz 22. Zdzisław Jurkowski 23. Romana Kahl-Stachniewicz 24. Krzysztof Kalinowski 25. Jarosław Kałuża 26. Jolanta Kaplita 27. Ryszard Kaplita 28. Jacek Klaś 29. Grzegorz Kopeć 30. Witold Korona 31. Grzegorz Kowalski 32. Marian Kozielski 33. Bronisław Krakowski 34. Karol Krasnodębski 35. Andrzej Kuchno 36. Piotr Kuliszewicz 37. Wiesław Kurczych 38. Stanislaw Kurek 39. Jolanta Kurnik 40. Zdzisław Kuzar 41. Jacek Lalak 42. Janina Lasia 43. Ryszard Lasia 44. Kazimierz Latocha 45. Dariusz Leśniak 46. Mirosław Lewandowski 47. Jarosław Lubkiewicz 48. Leonard Łącki 49. Maciej Mach 50. Janusz Makuch 51. Maria Makuch 52. Bolesław Małecki 53. Henryk Małecki 54. Janusz Markiewicz 55. Paweł Markiewicz 56. Jacek Mądry 57. Anna Mielniczuk 58. Jerzy Mielniczuk 59. Mariusz Moszkowicz 60. Anna Mroczek 61. Jacek Nalepa 62. Jacek Neumann 63. Tadeusz Nyczek 64. Wojciech Oberc 65. Andrzej Oczkoś 66. Barbara Okrągły 67. Sławomir Onyszko 68. Jerzy Orzeł 69. Jerzy Piasecki 70. Dariusz Piekło 71. Marta Piróg-Smoluch 72. Tomasz Placek 73. Jacek Płaza 74. Jan Polkowski 75. Edward Postawa 76. Janusz Pura 77. Mieczyslaw Pyrcz 78. Ryszard Pyzik 79. Mieczysław Pyzio 80. Jacek Ramotowski 81. Józef Ratajczak 82. Jan Rojek 83. Jerzy Roś 84. Dariusz Rupiński 85. Jerzy Rusek 86. Małgorzata Ryba 87. Krystyna Sadowska 88. Marek Sadowski 89. Jacek Sanocki 90. Tadeusz Sławik 91. Wojciech Smętek 92. Marian Stach 93. Teresa Starmach 94. Jan Studentowicz 95. Zdzisław Sumara 96. Jacek Swałtek 97. Marek Szczupak 98. Jerzy Szmid 99. Tadeusz Szydłowski 100. Aleksy Śledź 101. Czesław Świder 102. Czesław Talaga 103. Waldemar Tomczuk 104. Waleria Tumanik-Banasik 105. Paweł Turnau 106. Teresa Uryga-Sobol 107. Dariusz Walusiak 108. Dariusz Warpas 109. Wojciech Wiśniewski 110. Zbigniew Wojewoda 111. Artur Wroński 112. Andrzej Wszołek 113. Marcin Zaczek 114. Piotr Zawiślak 115. Paweł Zechenter 116. Piotr Zieliński 117. Barbara Zientarska 118. Jerzy Zięty | Kraków: 1. Rafał Abratański 2. Tomasz Balon 3. Marian Banaś 4. Janusz Barański 5. Paweł de Barbaro 6. Kazimierz Barczyk 7. Adam Bednarczyk 8. Zygmunt Berdychowski 9. Józef Bobela 10. Jacek Boroń 11. Jerzy Bożyk 12. Marian Bracha 13. Aleksander Braś 14. Marek Bugno 15. Zofia Bulska 16. Adam Chrząstek 17. Wojciech Cydzik 18. Adam Czachowski 19. Dorota Czech 20. Stanisław Dudek 21. Zbigniew Ferczyk 22. Zbigniew Fijak 23. Grzegorz Fugiel 24. Piotr Fugiel 25. Zygmunt Grzesiak 26. Bogumiła Gurba 27. Piotr Hertig 28. Wiesław Hołdys 29. Stanislaw Iskra 30. Józef Jamróz 31. Krystyna Jamróz 32. JózefJarecki 33. Andrzej Jaskowski 34. Piotr Kałamarz 35. Agnieszka Karchut Bryda 36. Adam Kasprzyk 37. Jan Kądziołka 38. Zbigniew Kiełtucki 39. Henryk Kiwak 40. Tadeusz Krok 41. Adam Krokowski 42. Katarzyna Kubisiowska 43. Cezary Kuleszyński 44. Edward Kuliga 45. Rafał Kunaszyk 46. Stanisław Kurnik 47. Ryszard Lebiest 48. Tadeusz Legutko 49. Zbigniew Leśniak 50. Kazimierz Łapczyński 51. Beata Majdzik 52. Ryszard Majdzik 53. Stanisław Malara 54. Józef Mandryk 55. Jacek Marchewczyk 56. Rafał Marchewczyk 57. Lech Matyjaśkiewicz 58. Wiesław Mazurkiewicz 59. Przemysław Modrzyński 60. Elżbieta Morawiec 61. Józef Mroczek 62. Tadeusz Nitka 63. Józef Paluch 64. Zbigniew Paradowski 65. Ryszard Pawłowski 66. Tadeusz Piasecki 67. Włodzimierz Pietrus 68. Stanisław Pochwała 69. Jerzy Pocica 70. Wojciech Polaczek 71. Józefa Pożalska 72. Marian Pryga 73. Janusz Rybiński 74. Krystyna Ryczaj – Marchewczyk 75. Bogdan Rymanowski 76. Bogdan Serafin 77. Wiesław Sidzina 78. Barbara Smardz 79. Krystyna Starzyńska 80. Zbigniew Stawarz 81. Zbigniew Strzeboński 82. Andrzej Sulikowski 83. Aleksander Sułek 84. Zdzisław Szczur 85. Alicja Szkaradek 86. Andrzej Szkaradek 87. Adam Szostek 88. Jacek Szpar 89. Stanisław Ślusarczyk 90. Paweł Tarnawski 91. Ryszard Terlecki 92. Władysław Tyrański 93. Bronisław Wildstein 94. Leszek Wójtowicz 95. Wiktor Wszołek 96. Wiesław Zabłocki 97. Władysław Zawirski 98. Stanisław Zięba 99. Jan Żurek | Kraków: 1. Jolanta Antas 2. Marian Apostoł 3. Maria Bartczak-Kubicz 4. Arkadiusz Bielecki 5. Bogusław Bieroń 6. Marek Biesiada 7. Bogusław Chrabota 8. Jan Ciesielski 9. Marcin Ciupek 10. Jakub Czekaj 11. Krzysztof Dawidowicz 12. Piotr Derlatka 13. Anna Domosławska 14. Anna Duda 15. Mirosław Dziewoński 16. Mirosław Dźwigaj 17. Robert Filipek 18. Andrzej Firek 19. Jan Franczyk 20. Mariusz Furmanek 21. Jerzy Giza 22. Marta Grychowska 23. Paweł Grychowski 24. Barbara Grzechynka 25. Dariusz Gwizdała 26. Czesław Hadamik 27. Aleksander Herzog 28. Maria Indyk 29. Janusz Janczura 30. Marek Jakubowski 31. Katarzyna Jamka 32. Bożena Jasiak 33. Stanisława Karpińczyk 34. Bogdan Kiszka 35. Marek Klimowicz (Mocek) 36. Dorota Koczwańska-Kalita 37. Adam Kołodziejczyk 38. Aleksander Kopacz 39. Piotr Kosowicz 40. Antoni Kostka 41. Marta Kostka 42. Krzysztof Krzysztofiak 43. Marcin Krzyżański 44. Wojciech Kwiatek 45. Bogusław Kwiatkowski 46. Krzysztof Kwiatkowski 47. Stanisław Łaszczyk 48. Marek Łoś 49. Magdalena Maliszewska 50. Mirosław Mąka 51. Dorota Mikołajczak 52. Józef Misiek 53. Stefan Niedźwieński 54. Barbara Niemiec 55. Edward Nowak 56. Barbara Nyk 57. Barbara Okrągły 58. Mieczysław Pandyra 59. Tomasz Pawełek 60. Bogusław Pietrus 61. Sławomir Pietrus 62. Tadeusz Pikulicki 63. Jerzy Połomski 64. Mikołaj Rey 65. Jan Rokita 66. Andrzej Sabatowski 67. Jacek Sieradzan 68. Wojciech Słaboń 69. Krzysztof Smoleń 70. Witold Stańczyk 71. Ludwik Stasik 72. Anna Strzelecka 73. Andrzej Styczeń 74. Bożena Szwarc-Budziakowska 75. Piotr Świątek 76. Paweł Tarnawski 77. Wacław Przemysław Turek 78. Piotr Warisch 79. Miłosz Wąsik 80. Paweł Witkowski 81. Piotr Wrzesiński 82. Ewa Zasada 83. Aleksandra Zieleniewska 84. Wojciech Ziemirski Nowy Targ: 1. Ks. Antoni Bednarz 2. Adam Gołczyński 3. Sławomir Kuza 4. Zofia Łukasz 5. Wojciech Mróz 6. Antonina Ozorowska 7. Maria Starmach 8. Franciszek Tomaszkiewicz |